# Käthe Papke
Käthe Papke (* 4. Juli 1872 in Cleveland, Ohio; † 28. November 1951 in Wernigerode) war eine deutsche Heimatschriftstellerin.

## Leben
Käthe Papke war die Tochter eines Bremerhavener Kaufmanns und wurde in den Vereinigten Staaten geboren, als ihr Vater dort eine Zeit lang beruflich tätig war und seine Frau ihn begleitete. Als die Familie 1876 nach Deutschland zurückkehrte, ließ sie sich im damals westpreußischen Elbing nieder, wo Verwandte und die Großeltern mütterlicherseits lebten.
Papke schildert sich in ihren Lebenserinnerungen selbst als kränkelndes, schüchternes Einzelkind. Auch an der Höheren Töchterschule in Elbing blieb sie Einzelgängerin. Die Beziehung zu ihren Eltern, die ein sehr gastfreundliches Haus führten, war liebevoll.
Papke durchlebte nach ihren eigenen Worten „eine sonnige Jugend im glücklichen Elternhaus“. Schon als Kind lernte sie das Klavierspiel, liebte aber auch das Schlittschuhlaufen.
Ihr Vater, Besitzer einer kleinen Fabrik in Elbing, verkaufte diese und entschloss sich als 36-Jähriger für den Missionsdienst. Die Ausbildung zum Prediger erhielt er bei der Pilgermission St. Chrischona, wohin Käthe Papke mit der Mutter nachzog. Die Familie wohnte 1883/84 ein knappes Jahr in Bettingen bei Basel.
Dort erkrankte das Mädchen schwer an Typhus. Die Ärzte hatten sie aufgegeben. Nach einer Krankensalbung gemäß Jak 5,14  stand sie noch am 30. März 1884 auf. Vier Wochen später war sie völlig gesund. Diese „Wunderheilung“ führte zu einer Stärkung des Glaubenslebens in der Familie, in Bettingen und im Pilgerinstitut. Käthe Papke bekam den Spitznamen „Die vom Tode Auferstandene“, den sie noch über Jahre zu hören bekam. St. Chrischona wurde für die Familie zur zweiten Heimat.
Am 10. Juni 1884 übersiedelte die Familie nach Berlin, wo Papkes Vater eine Stelle bei der Inneren Mission annahm. Dort arbeitete er in der Michaelsgemeinschaft zehn Jahre mit Eduard von Pückler zusammen, ehe es zum Bruch zwischen beiden kam. Käthe Papke besuchte die Göbel’sche Schule, eine Privatschule für „Höhere Töchter“ am Weddingplatz. Der Wunsch der Eltern, dass ihre Tochter den Lehrerinnenberuf ergreifen könne, erfüllte sich angesichts der schwächlichen körperlichen Konstitution Papkes nicht. Sie studierte stattdessen Klavier am Elsmann'schen Konservatorium, wo sie  von der Leiterin Elisabeth Elsmann unterrichtet wurde.
Bereits nach drei Jahren machte sie ihr Examen als Lehrerin. Üblich waren sechs Jahre Studium und mehr. Immer wieder kehrte sie zu Besuchen nach Bettingen zurück, wo die Familie nach Einschätzung von Papkes Mutter „die glücklichste Zeit ihres Lebens“ verbracht hatte.
Seit 1890 erschienen Erzählungen und Gedichte von Käthe Papke in Wochenblättern. Ihr erster Roman Auf römischem Boden. Eine Erzählung aus der Zeit der Christenverfolgung unter dem Kaiser Domitian wurde 1895 veröffentlicht und erhielt schlechte Kritiken, worauf Papke sich einige Jahre nicht mehr an ein Romanprojekt traute.
1916 zog sie mit ihren Eltern nach Wernigerode, wo sie bis zu ihrem Lebensende in der Straße Pulvergarten 5a wohnte. Ihr Vater starb 1918 und ihre Mutter 1935. Käthe Papke blieb bis zu ihrem Tod 1951 im Alter von 79 Jahren unverheiratet.

## Werke
- Auf römischem Boden. Eine Erzählung aus der Zeit der Christenverfolgung unter dem Kaiser Domitian. Deutsche evangelische Buch- und Tractatgesellschaft, Berlin 1895.
- Der Abt von St. Cölestin. Deutsche evangelische Buch- und Tractatgesellschaft, Berlin 1900.
- Der Hilligenlei-Finder. Eine Geschichte aus dem Leben. Biermann, Barmen 1907.
- Die Letzten von Rötteln. Alten Chroniken nacherzählt. E. Biermann, Barmen 1910. Auch: Christliches Verlagshaus, Stuttgart 1990, ISBN 3-7675-3019-8; Neuedition: Die Letzten von Rötteln. Edition des historischen Romans mit geschichtlichen Anmerkungen, bearbeitet von Harald Ziegler und Heiner Mues mit einem Vorwort von Jan Merk. Herausgegeben vom Röttelnbund e. V., Lörrach. Illustrationen von Franz Stassen, Norderstedt 2022, ISBN 9783756238293.
- Um sein Glück. Koezle, Wernigerode 1914.
- Nur eine Erzieherin. Koezle, Chemnitz 1915.
- Familie Gundermann. Koezle, Wernigerode 1917.
- Wettergasse 18. Eine historische Erzählung. Koezle, Wernigerode 1918. Auch: Ed. Anker, Stuttgart 2002, ISBN 3-7675-7119-6
- Das Forsthaus im Christianental. Historische Erzählung aus der Zeit des dreißigjährigen Krieges. Koezle, Wernigerode 1920. Auch: Christliches Verlagshaus, Stuttgart 1994, ISBN 3-7675-3038-4
- Balthasar Knauer. Koezle, Wernigerode 1923.
- Der Forstassessor von Tanne. Eine Harzgeschichte. Koezle, Wernigerode 1924. Auch: Christliches Verlagshaus, Stuttgart 1955.
- Sturmzeiten am Bodensee. Historische Erzählung nach alten Chroniken aus der Bodensee-Gegend. Koezle, Wernigerode 1925. Auch: Christliches Verlagshaus, Stuttgart 1996, ISBN 3-7675-3104-6.
- Ringende Welten. Ein dunkles Blatt moderner Religionsgeschichte. Missionsverlag „Licht im Osten“, Wernigerode 1926.
- Graf Sponheims Ehe. Wernigerode, ca. 1927.
- Im Unterliegen gesiegt. Gütersloh 1928.
- Die da Treue hielten. Historische Erzählung. Heinrich Majer, Basel 1928. Auch: Christliches Verlagshaus, Stuttgart 1950.
- Der neue Tag. Christophorus-Verlag, Neumünster 1928.
- Der eiserne Markgraf von Sausenberg-Rötteln. Eine historische Erzählung aus dem Markgräfler Land. Heinrich Majer, Basel 1930. Internet Archive
- Die Kaiserin von Rauracorum. Bertelsmann, Gütersloh 1929.
- Kampf um die Macht. Christophorus-Verlag, Neumünster 1929.
- Der Schloßgeist. Christophorus-Verlag, Neumünster 1930.
- Das Kreuz auf Usedom. Bertelsmann, Gütersloh 1930. Auch: Christliches Verlagshaus, Stuttgart 1991, ISBN 3-7675-3153-4. Internet Archive
- Jahrhunderte erzählen. Aus der Chronik der Kirche „Unserer lieben Frau“. Schneider, Wernigerode 1931.
- Die Sandlerhütte. Wandsbek 1931.
- Aus meiner Dachkammer. Bertelsmann, Gütersloh 1931.
- Gustav Adolfs erste und letzte Liebe. Christophorus-Verlag, Neumünster 1931.
- Menschen an meinem Weg. Lebenserinnerungen. Brunnen-Verlag, Gießen 1932.
- In Danzigs Toren. Christophorus-Verlag, Neumünster 1933.
- Auf rechter Straße. Erzählung. Verlagsbuchhandlung Bethel, Wandsbek 1933.
- Ehrgutta. Ihloff, Neumünster 1934.
- Die Schloßfrau von Mainberg. Konstanz 1934.
- Die Hennen von Henneberg. Historische Erzählung. Verlagsbuchhandlung Bethel, Wandsbek 1934.
- Fürst Widukind, der Sachsenführer. Christophorus-Verlag, Neumünster 1936.
- Elsi und ihr Leid. Erzählung. Christliches Verlagshaus, Stuttgart 1936. Auch: 1953.
- Junker Christoph Bernhard. Christliches Verlagshaus, 1938.
- Erlöste Liebe: Nach dem Leben. Christophorus-Verlag, 1939.
- Hannes der Träumer. Christliches Verlagshaus, Stuttgart 1940.
- Der Schatz im Weizenfeld. Auswanderer-Erlebnisse in Amerika. Christliches Verlagshaus, Stuttgart 1949.
- Das Waldhaus am See. Erzählung. Christliches Verlagshaus, Stuttgart 1949.
- Wie meine Bücher entstanden. Christliches Verlagshaus, Stuttgart 1951. Internet Archive
- Wenn Gott spricht. Pappbilderbuch. Christliches Verlagshaus, Stuttgart 1960.
- Dunkle Geschicke und Sonnenblicke. Christliches Verlagshaus, Stuttgart 1965.
- Frei von Ketten. Historische Erzählung. Christliches Verlagshaus, Stuttgart 1986, ISBN 3-7675-3274-3.
- Der Einsiedler von Stolberg. Christliches Verlagshaus, Stuttgart 1987, ISBN 3-7675-3313-8.
- Der Engel von Bregenz. Christliches Verlagshaus, Stuttgart 1991, ISBN 3-7675-7569-8.
- Aus meinem Leben. Erinnerungen. Ed. Anker, Stuttgart 2001, ISBN 3-7675-6942-6.